# Heuriger
Heuriger bezeichnet in Österreich ein Lokal, in dem Wein ausgeschenkt wird. Buschenschank, auch Buschenschenke (-schänke), ist ein zeitweiliger Ausschank ortsüblicher Getränke wie Jung- und Altwein, aber auch Most, seltener Bier und Schnaps, dann auch Hofschank genannt. Der Ausschank von Milch auf Almen/Alpen nennt sich Almausschank. Letzteren gibt es auch in Südtirol. Es kann sich also um einen Buschenschank als saisonal begrenzten Ausschank des Erzeugungsbetriebes handeln oder um einen als Heurigen geführten Gastgewerbebetrieb: Buschenschank und ähnliches ist Direktvermarktung in der Landwirtschaft, sonstiger Heurigenbetrieb ein Gastgewerbe.
Das Recht der Weinhauer (in Österreich die Bezeichnung für Winzer), Most- und Bierhersteller, Eigenbauwein im eigenen Haus ohne besondere Lizenz auszuschenken, geht in Österreich auf eine Zirkularverordnung des Kaisers Joseph II. von 1784 zurück. Der Heurige wurde ursprünglich abgehalten, um den Landwirten und der Bevölkerung des Ortes und der unmittelbaren Umgebung den Sturm und den Wein der aktuellen Ernte zu präsentieren. Ein zweiter jährlicher Termin war üblich, um Platz in den Fässern für die kommende Weinlese zu schaffen.
Der Buschenschank findet seine Entsprechung auch andernorts, siehe Abschnitt Ähnliche Schänken außerhalb Österreichs unten.

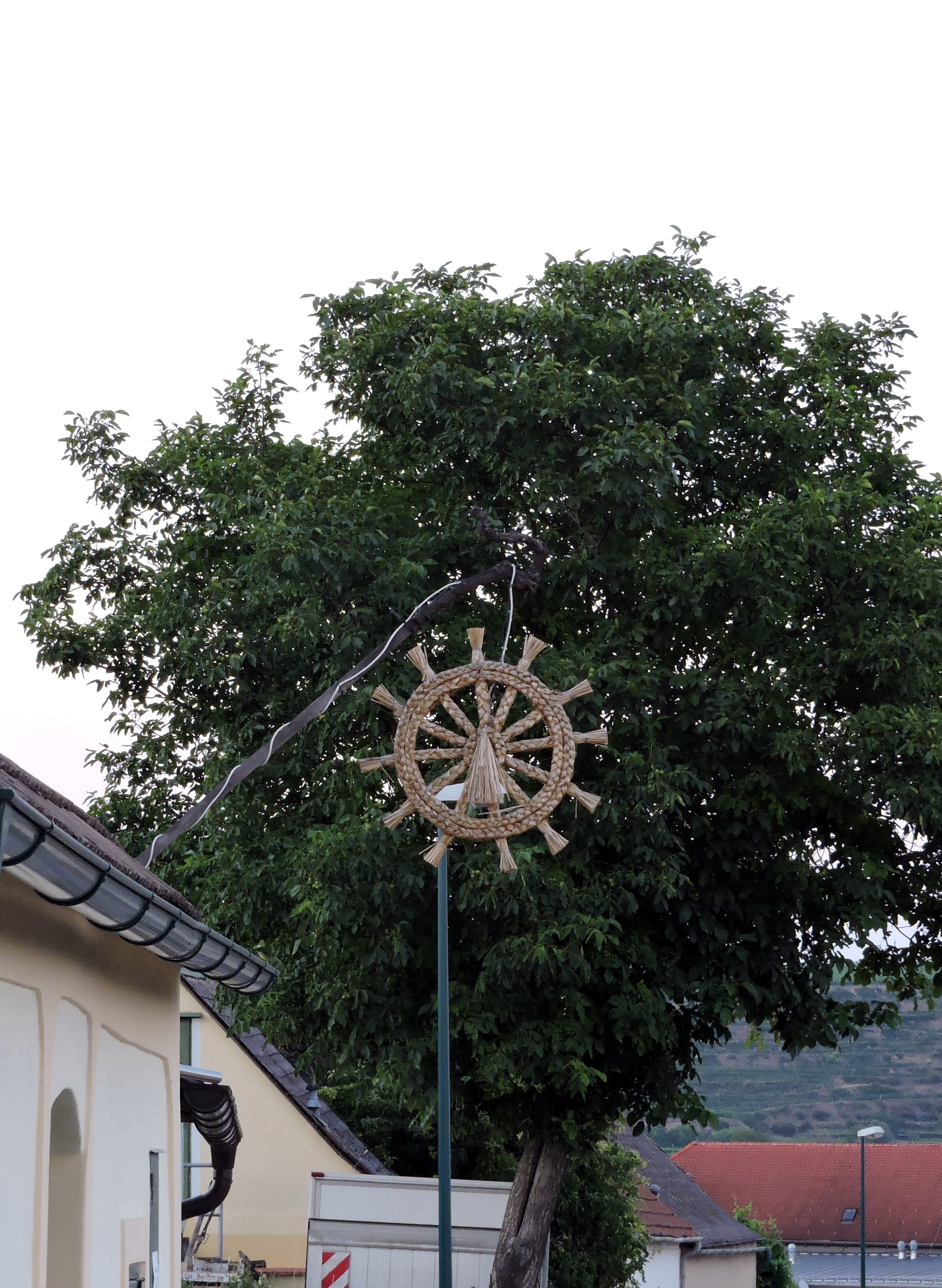
Buschenschankzeichen – Strohkranz – in Niederösterreich (Krems).

## Geschichte
Die Entstehungszeit dieser Art der Eigenvermarktung lässt sich kaum bestimmen. Die Tradition der Winzer, selbst gekelterten Wein auch selbst auszuschenken, geht vermutlich auf die Franken und Bayern unter Karl dem Großen und Otto I. zurück. Insbesondere das aus dem fränkischen und bayerischen Raum stammende Capitulare de villis (Kapitular für die Krongüter und Reichshöfe) von 795 enthält ausführliche Angaben zu Weinbau, Weinpflege und Weinrecht. Es hielt sich wohl auch, als das Schankrecht (Krugrecht) im Laufe des Mittelalters und der frühen Neuzeit streng geregelt wurde.
Am 17. August 1784 wurde von Kaiser Joseph II. eine Zirkularverordnung erlassen, mit der jedermann die Erlaubnis zuteilwurde, selbst hergestellte Labensmittel (Lebensmittel), Wein und Obstmost zu allen Zeiten zu verkaufen und auszuschenken. Anlass waren Klagen der Wirte eines unbedeutenden Ortes in der Grafschaft Görz gewesen, die sich von ihrem Herrn, Graf Delmetri, nicht zwingen lassen wollten, ausschließlich dessen Wein auszuschenken.
Diese Bestimmungen wurden 1845 durch ein Hofkanzleidekret erneuert. Um Kontrollen durch die Behörde zu vereinfachen, wurde derartiger Ausschank 1883 anzeigepflichtig.
Inzwischen wird dieses spezielle Recht über den § 11 Gewerbeordnung und durch die sich ähnelnden Buschenschankgesetze der Bundesländer Wien, Niederösterreich, Burgenland, Steiermark und Kärnten geregelt.
Anfangs wurden neben dem Wein wohl oft nur Brot und Nüsse angeboten. Noch in den 1960er Jahren war es selbstverständlich, zum Heurigen sein Essen selbst mitzubringen, weil kleinere Betriebe nur eine höchst bescheidene oder gar keine Auswahl an Speisen boten. Erlaubt ist es bis heute.

## Abgrenzung

### Buschenschank
Der Buschenschank ist ein Betrieb, an dem ein Landwirt seine Erzeugnisse (Getränke und kalte Speisen) ausschenken und servieren darf.

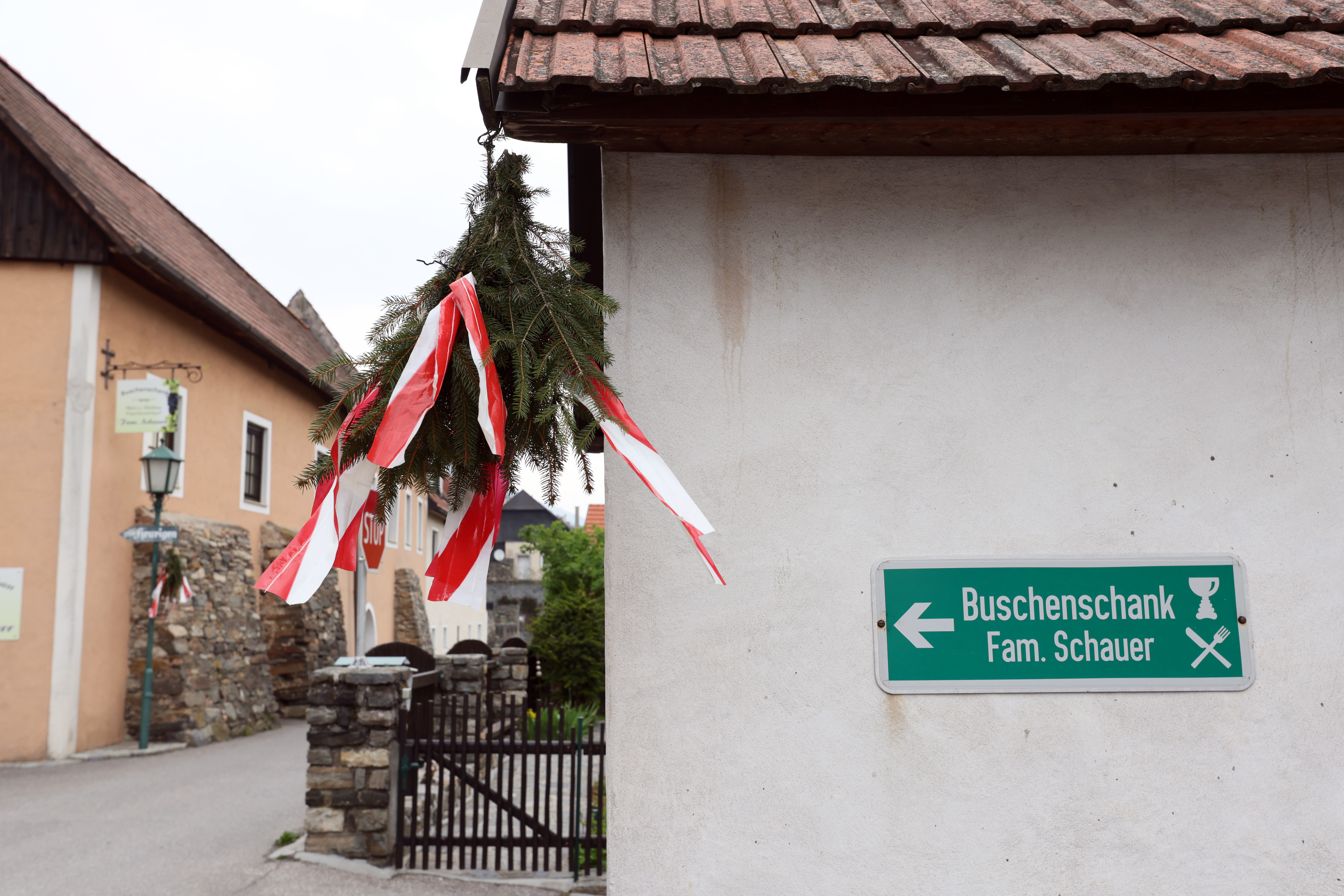
Hinweis auf eine Buschenschank in Niederösterreich, April 2022

Nur Besitzer bzw. Pächter von Wein- oder Obstgärten dürfen einen Buschenschank betreiben. Buschenschanken werden heute in Österreich primär in den Bundesländern Wien, Niederösterreich, Burgenland, Kärnten und der Steiermark, sowie Oberösterreich betrieben. Jedes dieser Bundesländer hat sein eigenes Buschenschankgesetz, das Öffnungszeiten, Namen und das Angebot regelt, bis auf Oberösterreich, wo das durch Verordnungen geregelt ist.
Die Öffnungsperiode zeigt ein Bauer an, indem er oberhalb des Eingangs deutlich sichtbar das Buschenschankzeichen in Form eines Buschen (ein Büschel Zweige oder Bund Reiser) aussteckt – daher der Name Buschenschank und der Spruch ausg’steckt is’! für die Öffnungszeit: Im Sprachgebrauch heißt es dazu: „[Da-und-dort] is’ ausg’steckt“ oder „XY hat seit letztem Wochenende ausgesteckt.“ Ist die Saison vorbei oder der Vorrat verkauft, wird der Buschen wieder eingezogen.
In Heurigenorten und Mostgegenden gibt es üblicherweise Absprachen, wer wann aussteckt, damit einerseits die Wirte ökonomischer arbeiten können, weil sie einander weniger konkurrieren und sich andererseits die Saison verlängert, der Ort dadurch für Besucher attraktiver wird.
Der Bauer darf im Buschenschank Getränke anbieten, die aus eigener Produktion stammen oder von bäuerlichen Betrieben zugekauft werden. Dazu gehören Wein, Sturm, Traubenmost und Traubensaft, Obstwein und Obstmost sowie selbstgebrannte geistige Getränke. Es dürfen nur kalte Speisen und hausgemachte Mehlspeisen serviert werden. In Wien etwa lautet der betreffende Teil des genannten Gesetzes:

„Buschenschenkern ist ferner auch die Verabreichung von allen heimischen Wurst- und Käsesorten, Schinken und geräuchertem Fleisch, Speck, kaltem Fleisch und kaltem Geflügel, Sardinen, Sardellenringen und Rollmöpsen, Salaten, Essiggemüse, hartgekochten Eiern, Brotaufstrichen aller Art, Butter und Schmalz, Grammeln, Salzmandeln und Erdnüssen, Weingebäck wie Weinbeißern, Kartoffelrohscheiben und Salzgebäck, Brot und Gebäck sowie heimischem Obst und Gemüse unter Ausschluß aller warmen Speisen gestattet.“

Das typische Buschenschank-Gericht ist die Brettljause. Sie besteht typischerweise etwa aus einem Aufschnitt wie zum Beispiel Geselchtes, Schweinsbraten, Schinken, Trockenwürstel, Speck, Lendbratl, Selchwürstel, und Aufstrichen wie Verhackert, Leberstreichwurst, Grammelfett, Bratfett, Kürbiskernaufstrich mit Kren und Schwarzbrot und wird auf einem Holzbrettl serviert.
Meldet der Betreiber neben dem Buschenschank hingegen zusätzlich ein freies Gastgewerbe an, darf er zwar ohne Befähigungsnachweis bestimmte warme Produkte wie etwa gegrillte Würstchen, Fleisch und Geflügel, Fleisch- und Wurstsalate sowie Flaschenbier und nichtalkoholische Getränke servieren. Jedoch darf der Betrieb dann den Namen Buschenschank nicht mehr führen.
In manchen Gegenden ist das Mitbringen der Speisen noch üblich, so nutzt man Buschenschänken für Feste in familiärem Kreisen, wo die Bewirtschafter nur für die Getränke sorgen, die Festgesellschaft für das Essen. Das gilt insbesondere dort, wo allgemein auf Festen der Gast die Getränke selbst zahlt.

### Heuriger

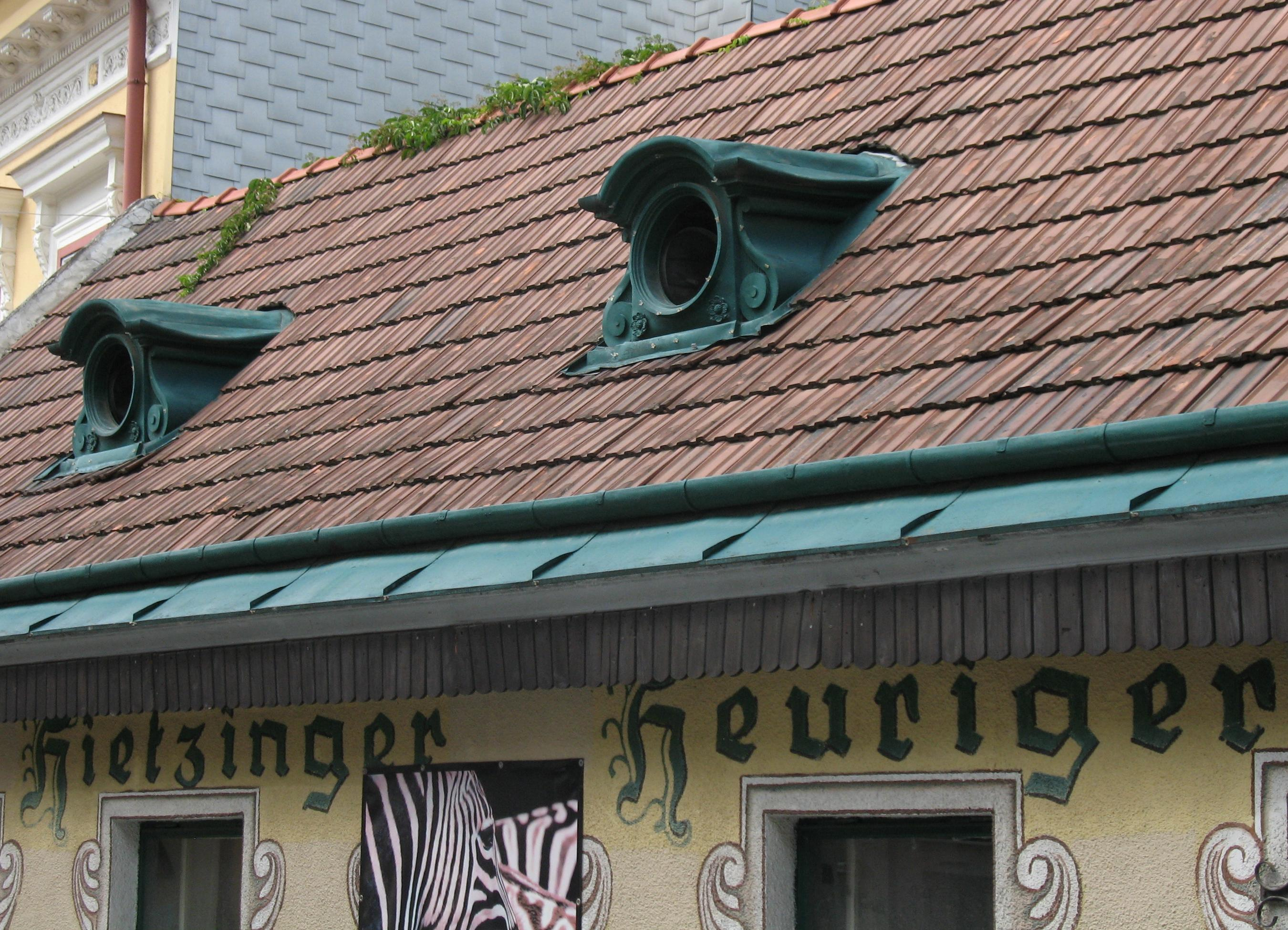
Ehem. Gaststätte „Hietzinger Heuriger“ in Hietzing

Das Wort Heuriger leitet sich vom süddeutschen Begriff heuer ab, der wiederum auf das althochdeutsche hiu jāru („in diesem Jahr“) zurückgeht. Man geht zum Heurigen, sitzt beim Heurigen und trinkt den Heurigen, den Jungwein (auch: Sturm, Staubiger), der bis zum Ende des 20. Jahrhunderts traditionell meist im Achterl oder Fasslbecher ausgeschenkt wurde.
Die Bezeichnung Heuriger für einen Ausschank ist in Ostösterreich zwar höchst geläufig, aber nicht geschützt oder gesetzlich definiert, das Gesetz kennt nur den Buschenschank und den heurigen Wein. Deshalb kann jeder Gastgewerbebetrieb seine Gaststätte so benennen, wie ihm dies tunlich scheint, und kann dort alles verkaufen, was seine Gastgewerbelizenz erlaubt. In der Praxis, um ein sogenanntes Heurigenbuffet zu führen, können auf den unterschiedlichen rechtlichen Grundlagen von Gewerbeordnung (GO; für das Buffett als Gastgewerbe) und § 111 GO und dem jeweiligen Buschenschankgesetz für die Ausschank im Rahmen des Weinbaubetriebes nebeneinander auf demselben Betriebsgelände beide Formen geführt werden. Die rechtliche Trennung wird durch zwei Personen, meist zwei Familienangehörige, erreicht. Insbesondere in Wien finden sich viele solcher eher auf den Tourismus zugeschnittener Lokale, die oft als Heurigenrestaurant und Stadtheuriger bezeichnet werden. Touristenmagneten dieser Art mit Kundenkreis aus vielleicht auch nur vermeintlich gehobenem Stand und mit gehobenen Preisen nennt der Volksmund ein wenig abschätzig Nobelheurige, um sie von den volkstümlichen Betrieben abzugrenzen, die von jedermann gern aufgesucht werden.
Echte Heurige als Buschenschanken müssen sich „in einem Heurigengebiet“ und „auf einem für die landwirtschaftliche Nutzung bestimmten Betriebsgelände des jeweiligen Hauers“ befinden und werden bloß saisonal betrieben.
Derartige Heurige im rechtlichen Sinne unterliegen dem entsprechenden Landesgesetz, in Wien beispielsweise dem Wiener Buschenschankgesetz und brauchen deshalb keine Gastgewerbekonzession. Dieser Erleichterung stehen andererseits im Verhältnis zu Gasthäusern Einschränkungen des zulässigen Speisen- und Getränkeangebotes gegenüber.
Viele Heurige beleuchten den Buschen mit einer Laterne, in der in früheren Zeiten eine Kerze oder Petroleumlampe brannte heute meist eher eine – meist grüne – Glühbirne. Weil die Laterne gelöscht wurde, sobald das Lokal schloss, entstanden die inzwischen etwas veralteten Wiener Ausdrücke Laterndler für Trinker und Betrunkene, die erst mit dem Löschen der Laterne heimgingen, und laterndeln für ordentlich einen drauf machen.  Oft ist in Heurigenorten an prominenter Stelle ein kunstvoll geschmiedetes Gebilde aufgestellt, der Rauschbaum, in den der einzelne Heurige seine eigene kleine Tafel in einen Rahmen einschiebt, solange er ausg’steckt hat. In vielen Heurigenorten gibt es auch Heurigenkalender im Brieftaschenformat, die die Öffnungszeiten der einzelnen Betriebe angeben.

### Winzerstube
Zwecks rentablerer Vermarktung wird mancherorts von einer Genossenschaft ein Lokal geführt, das die einzelnen Winzer jeweils für einige Wochen im Jahr pachten. Meist führen solche Lokale die Bezeichnung Winzerstube.

### Mostheuriger (Mostbuschenschank)
Ein Heuriger, der nicht Wein, sondern Apfel- oder Birnenmost ausschenkt, heißt Mostheuriger oder Mostbuschenschank – je nachdem, ob man in einer Gegend mit traditionellem Weinbau ist oder nicht. Solche findet man in den traditionellen Obstanbaugebieten im westlichen Nieder- und in Oberösterreich, im Mostviertel entlang der Moststraße, im Wienerwald, aber auch in der Buckligen Welt im südlichen Niederösterreich, und im Traun- und Innviertel, sowie in Teilen der Steiermark und in Kärnten.

### Bierbuschenschank (Bierheuriger)
In den Biergegenden, also besonders Oberösterreich, zunehmend aber auch Ost- und Südösterreich, wird in den Buschenschänken auch Bier ausgeschenkt. Diese Form ist vergleichsweise selten, da die Brauer meist Gastwirte (Braugasthöfe) waren, oder spezialisierte Brauereien mit eigenem Ausschank. Mit dem Wiederaufkommen lokaler Spezialbiere und der Regionalisierung und Selbstvermarktung ab Hof wird auch der Bierbuschenschank wieder häufiger betrieben. Da der Ausschank von Bier explizit nicht unter den Begriff des Buschenschanks fällt, aber die Bedingung für freies Gewerbe nur auf „Bier in handelsüblichen verschlossenen Gefäßen“ bezogen ist, (Handelsware), liegt für Bier aus Ab-Hof-Produktion hier ein Zwischenbereich vor.

### Hofschank
In Nicht-Wein- und Mostbaugebieten, wo auch das Ausbuschen unüblich ist, heißt der Buschenschank meist Hofschank oder Hofschänke. Er stellt einen Buschenschank im Sinne des Gesetzes dar, geboten werden neben der Brettljause aus eigenen Produkten und Ähnlichem meist zugekaufte Weine und Moste aus den klassischen Wein- und Obstbaugebieten Österreichs. Typischerweise sind es direkte vertragliche Kontakte zweier Landwirte, wo nur Produkte eines bestimmten Wein- oder Mostbauern angeboten werden.

### Almausschank
Der entsprechende Betrieb auf Almen/Alpen heißt Almausschank. Er ist auf die Bealpungszeiten beschränkt und fällt nicht unter die Buschenschanksregelungen, sondern gilt wie dieser als weitere allgemeine landwirtschaftliche Nebentätigkeit. Hier ist das Hauptgetränk aus Eigenproduktion die Milch. Sonst sind die Regelungen in Bezug auf selbsterzeugte Speisen und Getränke meist relativ ähnlich, doch dürfen beispielsweise auch „ortsübliche, in Flaschen abgefüllte Getränke“ ausgeschenkt und gewisse warme Speisen gereicht werden.

## Ähnliche Schänken außerhalb Österreichs

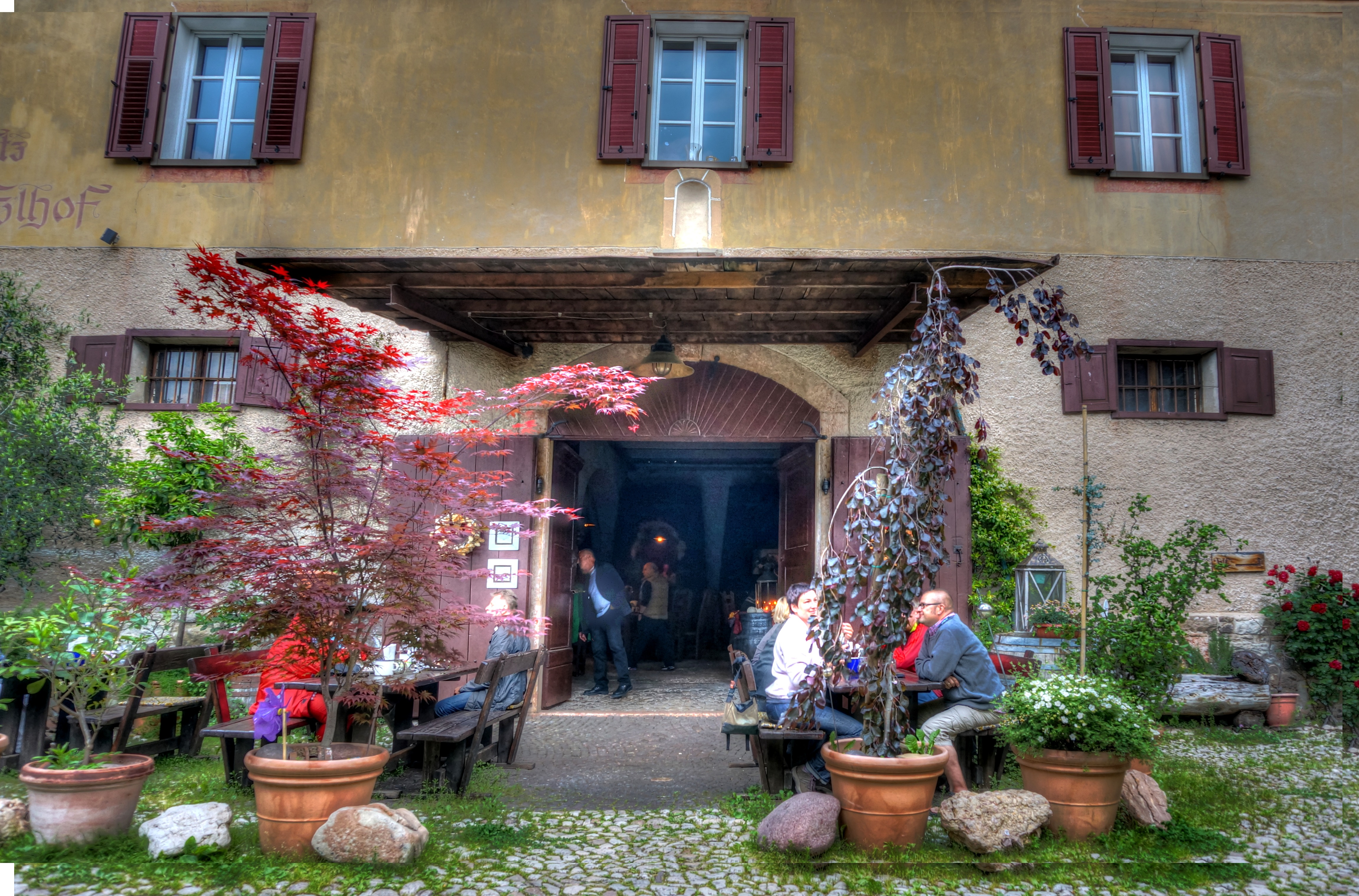
Buschenschank in Tramin (Südtirol)

Direkt aus den Josephinischen Gesetzen abgeleitet sind:
- Buschen- und Hofschankbetriebe[10] in Südtirol, hauptsächlich in den Weinbauregionen, die während der Herbstzeit geöffnet haben (Törggelen).
- In Friaul-Julisch Venetien (Italien); in Friaul heißt er frasca (Zweig, Buschen) und auch privada (Privatausschank). In den ehemals österreichischen Gebieten auf dem Triester und Görzer Karst auch in Slowenien heißt der Buschenschank osmiza (slowenisch osmica, abgeleitet von osem ‚acht‘, da die Konzession ursprünglich auf acht Tage beschränkt war)
- In Slowenien heißt der Buschenschank vinotoč[13] bzw. im Küstenland auch osmica.[14]

In anderen deutschsprachigen Weinbaugebieten heißen diese beispielsweise:
- Strauß- oder Besenwirtschaft in der Pfalz, Rheinhessen und im Rheingau (beide Namen sind wie Buschenschank von dem vor die Tür gehängten Buschen abgeleitet).
- Heckenwirtschaft in Franken (von Häcker ‚Winzer‘).
- Zoigl ist eine dem Heurigen ähnliche Tradition mit Bierkonsum in der nördlichen Oberpfalz